# Dolichotetranychus alpinus
Dolichotetranychus alpinus är en spindeldjursart som beskrevs av Elsie Collyer 1973. Dolichotetranychus alpinus ingår i släktet Dolichotetranychus och familjen Tenuipalpidae. Inga underarter finns listade i Catalogue of Life.